# Alcis rufomarginata
Alcis rufomarginata är en fjärilsart som beskrevs av Moore 1867. Alcis rufomarginata ingår i släktet Alcis och familjen mätare. Inga underarter finns listade i Catalogue of Life.